# Rhondda West
Rhondda West est une ancienne circonscription électorale de la Chambre des communes du Royaume-Uni.
Comme son nom l'indique, elle couvre la moitié occidentale de la vallée de la Rhondda, autour des villes de Treorchy et Tonypandy. Elle est créée en 1918 à partir de l'ancienne circonscription de Rhondda et disparaît en 1974, lorsqu'une nouvelle circonscription de Rhondda est recréée. Tout au long de son histoire, elle est systématiquement représentée par un député travailliste.

## Députés
| Élection  | Député          | Parti | Parti              |
| --------- | --------------- | ----- | ------------------ |
| 1918      | William Abraham |       | Parti travailliste |
| 1920 (en) | Will John (en)  |       | Parti travailliste |
| 1950      | Iorwerth Thomas |       | Parti travailliste |
| 1967 (en) | Alec Jones      |       | Parti travailliste |